# Przedmieście Dubieckie
Przedmieście Dubieckie – wieś w Polsce położona w województwie podkarpackim, w powiecie przemyskim, w gminie Dubiecko.
| SIMC    | Nazwa        | Rodzaj    |
| ------- | ------------ | --------- |
| 0600881 | Błonie       | część wsi |
| 0600898 | Czerwonka    | część wsi |
| 0600906 | Czobot       | część wsi |
| 0600912 | Dół          | część wsi |
| 0600929 | Dział        | część wsi |
| 0600935 | Góra         | część wsi |
| 0600941 | Haliga       | część wsi |
| 0600958 | Osz          | część wsi |
| 0600964 | Potoczniówka | część wsi |
| 0600970 | Zadział      | część wsi |

W połowie XIX wieku właścicielem posiadłości tabularnej w Przedmieściu był Edmund Krasicki.
W latach 1975–1998 miejscowość administracyjnie należała do województwa przemyskiego.